# Guetzli
Guetzli — це вільно ліцензований енкодер JPEG, який розробили Юркі Алакуяла, Роберт Обрик і Золтан Сабадка у дослідницькому відділі Google у Цюриху. Енкодер прагне створювати файли значно меншого розміру, ніж попередні енкодери з еквівалентною якістю, хоч й на набагато нижчій швидкості. Він названий на честь швейцарського німецького зменшувального виразу для бісквітів, що відповідає назвам інших технологій стиснення від Google.